# Эвкалипт Эндрюса
Эвкалипт Эндрюса (лат. Eucalyptus andrewsii) — вечнозелёное дерево, вид рода Эвкалипт (Eucalyptus) семейства Миртовые (Myrtaceae).

## Распространение и экология
В природе ареал охватывает юго-восток Австралии — северную часть плоскогорья Нового Южного Уэльса и юго-восточную часть плоскогорья Квинсленда.
Может выдерживать без существенных повреждений непродолжительные морозы в 7—8°. Высокогорные расы этого вида, несомненно, будут более зимостойкими.
Растёт в горах от 900 до 1200 м над уровнем моря. В изобилии встречается во многих местностях хребта Нью-Ингленд, где на влажных восточных склонах достигает самых крупных размеров. На глубоких наносных почвах растёт почти в два раза быстрее, чем на сухих глинистых склонах. В первом случае он достигает за два года высоты в 3,7—4 м, а во втором только 2 м.

## Ботаническое описание
Дерево высотой до 55 м и диаметром ствола 2,5.
Кора грубая, волокнистая, тёмно-серая или красновато-коричневая, остающаяся на стволе и крупных ветвях. Молодые веточки сизые.
Молодые листья супротивные, в количестве 6 пар, на коротких черешках, от эллиптических до широко ланцетных, зелёные или сизоватые, длиной 4—6 см, шириной 2—4 см. Промежуточные листья очерёдные, черешковые, широко ланцетные, длиной 10—20 см, шириной 7—10 см, кожистые, слегка сизые. Взрослые — очерёдные, черешковые, широко ланцетные, иногда серповидно изогнутые, заостренные, длиной 10—12 см, шириной 2—3 см, с обеих сторон тускло-зелёные, иногда сизоватые, с мятным запахом.
Зонтики пазушные или собраны в верхушечные, полуметёлки, 5—12-цветковые, сидящие на почти цилиндрических, длиной до 1,8 см ножках; бутоны на цветоножках, булавовидные или почти шаровидные, длиной 4—5 мм, диаметром 4—5 мм, с полушаровидной крышечкой, которая значительно короче трубки цветоложа; пыльники слитные, почковидные.
Плоды на ножках, полушаровидные или почти шаровидные, длиной 5—6 мм и столько же в диаметре, с плоским или выпуклым красноватым диском и вдавленными или слабо выдвинутыми створками.

## Значение и применение
Древесина светлая, относительно лёгкая, умеренно прочная, легко раскалывается, с небольшим количеством сосудов, содержащих выделения кино; используется как строительный лес, на доски, а также на шпалы.
Листья содержат эфирное эвкалиптовое масло (1,25 %).

## Классификация

### Представители
В рамках виды выделяют несколько подвидов:
- Eucalyptus andrewsii subsp. andrewsii
- Eucalyptus andrewsii subsp. campanulata (R.T.Baker & H.G.Sm.) L.A.S.Johnson & Blaxell

### Таксономия
Вид Эвкалипт Эндрюса входит в род Эвкалипт (Eucalyptus) подсемейства Миртовые (Myrtoideae) семейства Миртовые (Myrtaceae) порядка Миртоцветные (Myrtales).
|  |                                      |  |                                                             |                                                             |                    |  | ещё 13 семейств (согласно Системе APG II) | ещё 13 семейств (согласно Системе APG II)    |                                              |  |  |  | ещё 130 родов       | ещё 130 родов        |  |  |
|  |                                      |  |                                                             |                                                             |                    |  | ещё 13 семейств (согласно Системе APG II) | ещё 13 семейств (согласно Системе APG II)    |                                              |  |  |  | ещё 130 родов       | ещё 130 родов        |  |  |
|  |                                      |  |                                                             | порядок Миртоцветные                                        |                    |  |                                           |                                              | подсемейство Миртовые                        |  |  |  |                     | вид Эвкалипт Эндрюса |  |  |
|  |                                      |  |                                                             | порядок Миртоцветные                                        |                    |  |                                           |                                              | подсемейство Миртовые                        |  |  |  |                     | вид Эвкалипт Эндрюса |  |  |
|  | отдел Цветковые, или Покрытосеменные |  |                                                             |                                                             | семейство Миртовые |  |                                           |                                              | род Эвкалипт                                 |  |  |  |                     |                      |  |  |
|  | отдел Цветковые, или Покрытосеменные |  |                                                             |                                                             |                    |  |                                           |                                              |                                              |  |  |  |                     |                      |  |  |
|  |                                      |  | ещё 44 порядка цветковых растений (согласно Системе APG II) | ещё 44 порядка цветковых растений (согласно Системе APG II) |                    |  |                                           | ещё 1 подсемейство (согласно Системе APG II) | ещё 1 подсемейство (согласно Системе APG II) |  |  |  | ещё более 700 видов |                      |  |  |
|  |                                      |  |                                                             | ещё 44 порядка цветковых растений (согласно Системе APG II) |                    |  |                                           |                                              | ещё 1 подсемейство (согласно Системе APG II) |  |  |  |                     |                      |  |  |